# الحاخامية العسكرية

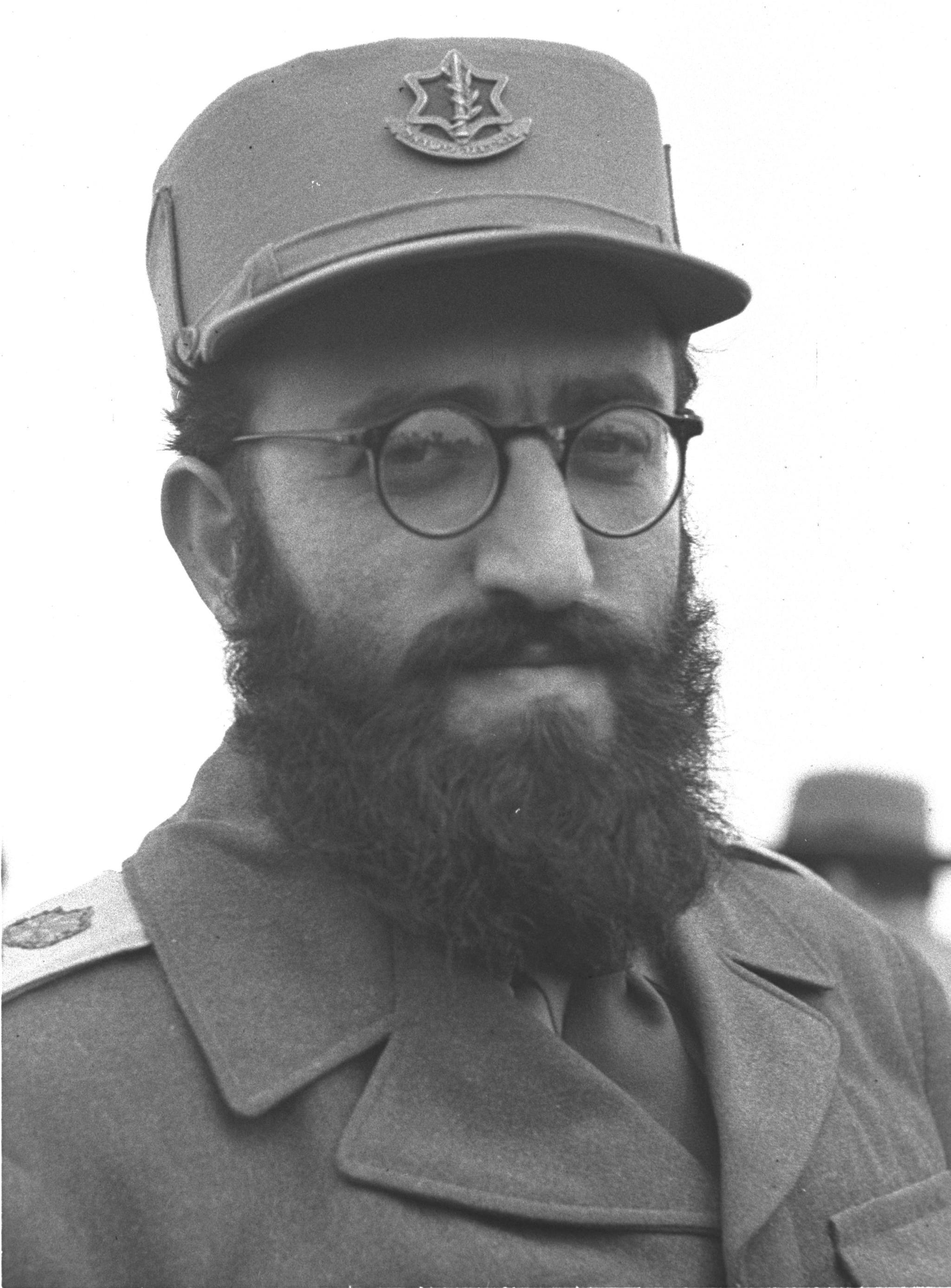
الحاخام شلومو غورين ، أول قائد عسكري لحاخامات الجيش الإسرائيلي

الحاخامية العسكرية (بالعبرية: חיל הרבנות הצבאית) هو سلاح في الجيش الإسرائيلي يوفر الخدمات الدينية للجنود، في المقام الأول لليهود لكن أيضًا لغير اليهود، ويتخذ القرارات حول قضايا الدين والشؤون العسكرية، ويرأس الحاخامية العسكرية القائد العسكري الحاخام، الذي تكون مرتبته عميد. القائد الحالي العسكري الحاخام هو إيال كريم [الإنجليزية].

## المهمة
تشكل الحاخامية العسكرية الهيئة المسؤولة عن المؤسسات الدينية في الجيش. في كل وحدة أو قاعدة عسكرية هناك جنود من الحاخامية العسكرية يختصون بالمسؤولية عن ضمان توفير الخدمات الدينية، مثل المحافظة على الكنيس ومخزونه. يمكن للجنود طلب أداء احتفالات الزواج من ممثلي الحاخامية.
الحاخامية العسكرية هي المسؤولة عن معالجة جثث الجنود، بما في ذلك إجراء الجنازات العسكرية. في العقد الماضي، تم استخدام النظام الآلي التعرف على بصمات الأصابع. تحضر الحاخامية العسكرية أيضًا دفن جنود العدو بالتزامن مع تبادل الأسرى. قبل إنشاء زاكا، كان مسؤولًا أيضًا عن علاج ضحايا الهجمات الانتحارية، وفي الآونة الأخيرة، جعله المسؤول عن تفكيك مقبرة في غوش قطيف خلال خطة فك الارتباط عن غزة.

## التاريخ
تأسست الحاخامية العسكرية في عام 1948 من قبل الحاخام شلومو غورين، الذي رأسها حتى عام 1968. حتى عام 2000، اتجه القادة العسكريون الحاخامات إلى البقاء في مناصبهم لفترة طويلة من الزمن، بعد الحاخام غورين من 1968-1977، كان القائد العسكري الحاخام الحاخام مردخاي بيرون [الإنجليزية].من 1977-2000، كان يشغل المنصب الحاخام جاد نافون. من 2000-2006، كان القائد العسكري الحاخام الحاخام إسرائيل فايس.
قدم فايس العديد من التغييرات في الحاخامية بما في ذلك إعطاء الجنود وصول أكثر إلى الوحدة وزيادة التعاملات الحاخامية مع الجنود المتدينين. كان فايس الحاخام خلال خطة فك الارتباط الأحادية الإسرائيلية عام 2005.
خلفًا له، بدأ العميد رونتزيكي خدمته في الحاخامية في 27 مارس 2006، وقد أوصى بتعيينه رئيس الأركان، دان حالوتس.

## معرض

علم فيلق الحاخامية
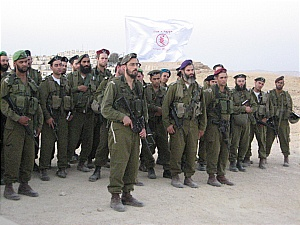
حاخامات الحاخامية العسكرية خلال التدريب عام 2009

## وصلات خارجية
- الموقع الرسمي للحاخامية العسكرية
- الدورة التدريبية للحاخامية العسكرية